# Die Geschichte der getrennten Wege
Die Geschichte der getrennten Wege (Originaltitel: Storia di chi fugge e di chi resta) ist der dritte Band der Neapolitanischen Saga von Elena Ferrante, erschienen 2013 im italienischen Original und 2017 in der deutschen Übersetzung durch Karin Krieger.
Der mit „Erwachsenenjahre“ bezeichnete dritte Teil der Tetralogie verfolgt den Lebensweg beider Protagonistinnen, Elena Greco und Lila Cerullo, über knapp 10 Jahre, bis sie Anfang 30 sind. War es im zweiten Band die Ehe Lilas, die breiten Raum einnahm, ist es hier die von Elena, die aus vielerlei Gründen auf den Prüfstand gerät. Nicht nur am Rande behandelt der Roman auch Themen seiner Zeit – den Endsechziger- und Anfangsiebzigerjahren des 20. Jahrhunderts –, wie die Studentenunruhen, den Feminismus oder die in der Frühphase befindliche Computertechnik.

## Inhalt

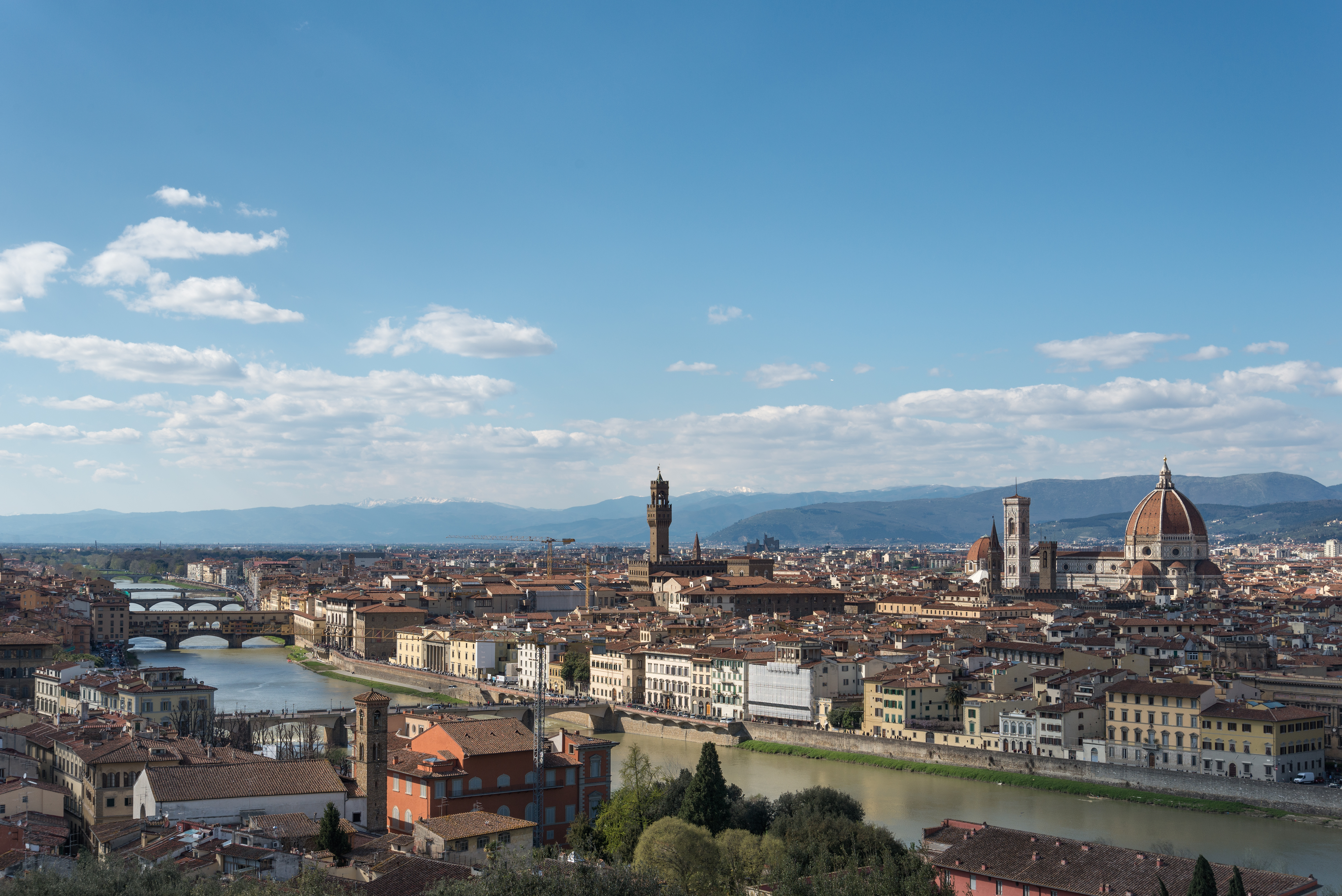
Florenz: Dort lebt Elena, als Hausfrau und Mutter, seit ihrer Heirat 1969.

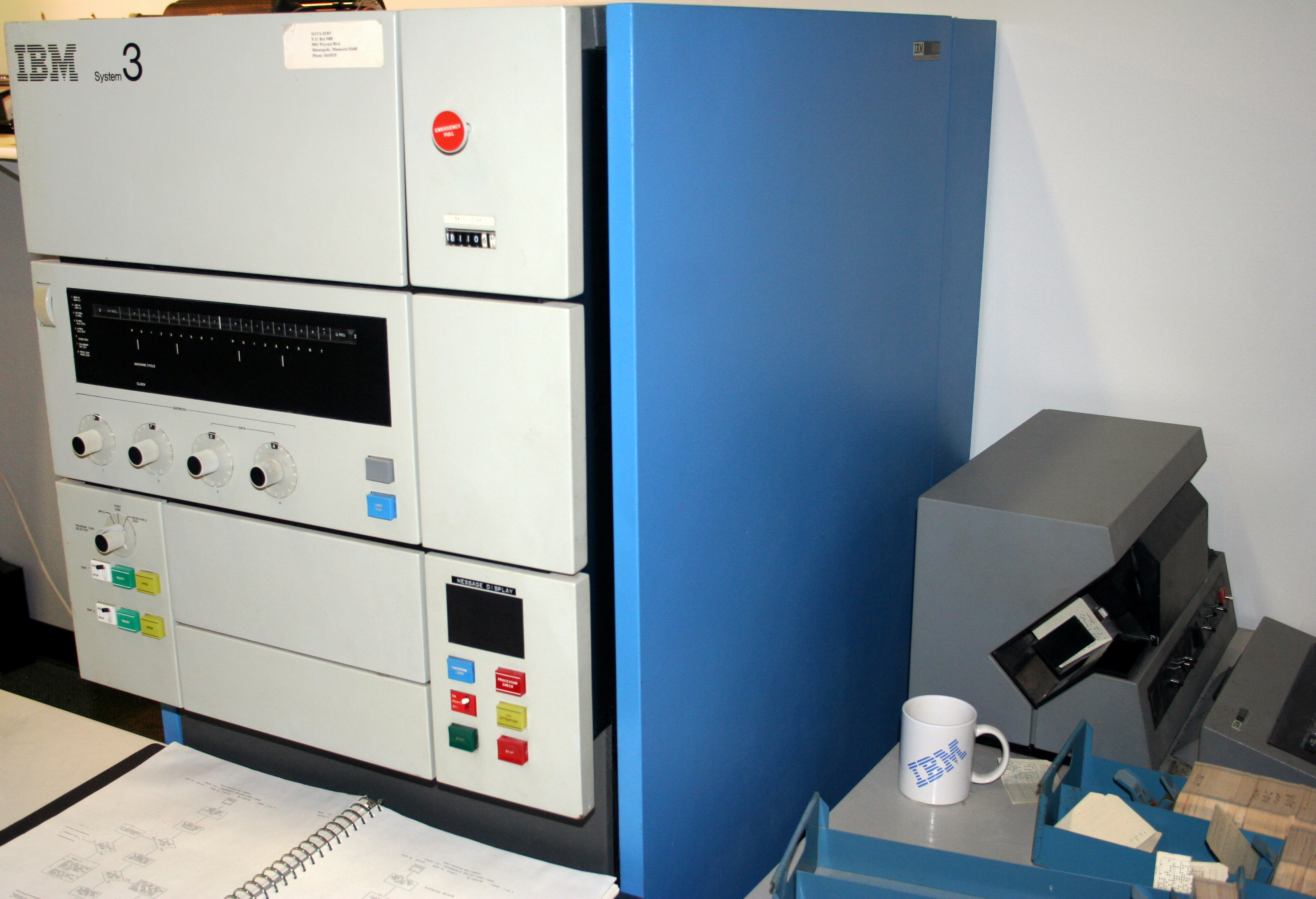
System/3, ein mit Lochkarten arbeitender IBM-Computer: Ihn sollen Enzo als Chef der Datenverarbeitung und Lila als seine Assistentin in einem neuen Werk nahe Nola einrichten.

Elenas Versuch, im Anschluss an die erste öffentliche Lesung ihres Romans sich ihren Jugendschwarm Nino endlich zu „angeln“, misslingt. Wie ein Schock trifft sie dann die erste Kritik in den Feuilletons; nicht nur, dass sie negativ ausfällt, sondern auch, weil zusätzlich ein Foto von ihr veröffentlicht wird. Allerdings bleibt sie ein Einzelfall; der Tenor der nachfolgenden Rezensionen ist positiv. Um für ihren zweiten Roman gewappnet zu sein, rüstet sich Elena auf ihre Weise, indem sie die Gegenwart „studiert“. Anders Lila, die, wie so oft zuvor, zur Tat schreitet, wenn auch nicht ganz freiwillig. Sie gerät in eine Versammlung linker Studenten, hält dort eine Rede und verfasst später ein Pamphlet, in dem sie die Missstände in der Wurstfabrik Bruno Soccavos offenlegt. Als Folge davon kommt es vor den Toren der Fabrik zu Kämpfen zwischen Faschisten und Kommunisten; Lila gerät zwischen die Fronten und erleidet einen Zusammenbruch. Die Diagnose lautet: Herzfehler und allgemeine körperliche Schwäche, bedingt durch den jahrelangen Raubbau, den sie mit ihrer Gesundheit betrieben hat. In dieser kritischen Situation ruft sie Elena um Hilfe.
Konkret bittet sie ihre Freundin darum, ihren Sohn Gennaro zu sich zu nehmen und sich um ihn zu kümmern, falls sie dies irgendwann einmal nicht mehr selbst könne. Enzo, mit dem sie nach wie vor die Wohnung und seit Neuestem auch das Bett teilt, habe zwar ihr volles Vertrauen, aber nicht die Fähigkeiten dazu. Elena willigt ein. Unterstützt durch ihre bestens vernetzte Schwiegermutter in spe, Adele Airota, macht sie sich auch unmittelbar nützlich. So vermittelt sie Enzo einen Kontakt zu einem Computerspezialisten, sorgt dafür, dass Lila die Pille verschrieben bekommt, und erleichtert beiden die Rückkehr in den Rione. Dann stehen ihre eigenen Belange wieder obenan.
Am 17. Mai 1969 heiratet sie ihren langjährigen Freund Pietro Airota – „nur“ standesamtlich, womit sie ein weiteres Mal bewusst mit ihrer Herkunft bricht. Ein Dreivierteljahr später kommt ihre Tochter Adele (Dede) zur Welt. Das Baby, das nicht trinken will und zum Steinerweichen schreit, beschert Elena, die zuvor oft genug als die geborene Mutter erschien, ein schweres erstes Jahr. Schwiegermutter Adele, die dem Paar schon zu einer hellen, großen Wohnung verholfen hat, engagiert ein Kindermädchen. Pietro stellt sich taub und klammert sich an seinen häuslichen Schreibtisch. Er hat eine gut dotierte Stelle als Professor an der Universität Florenz und will nach seiner Diplomarbeit ein zweites Buch veröffentlichen. Dass Elena Anstrengungen unternimmt, ihrerseits das Gleiche zu erreichen, ignoriert er ebenso wie ihr unerfülltes Verlangen nach sexueller Befriedigung im Ehebett. Elena sieht sich auf die Rolle als Hausfrau und Mutter reduziert, umso mehr nach der Geburt der zweiten Tochter Elsa. Ihr Leben scheint stillzustehen, während das von Lila in Bewegung gerät.
IBM bietet ihr und Enzo als mittlerweile anerkannte Computerexperten zwei gut bezahlte Führungsposten in einem ihrer neuen Werke an. Michele Solara als stetig expandierender Camorrista will in dieser jungen Branche ebenfalls Fuß fassen, richtet ein Lochkartenzentrum ein und versucht Lila als Chefin zu gewinnen, indem er sie mit einem Gehalt ködert, das für sie allein so hoch ist wie das von IBM offerierte für beide zusammen. Lila sagt zu, Elena reagiert fassungslos. Hinzu kommt die Nachricht, dass ihre jüngere Schwester Elisa Micheles Bruder Marcello heiraten will. Ihr Versuch, dies in Neapel persönlich abzuwenden, schlägt fehl. Stattdessen findet sie sich dort in einer Gesellschaft wieder, die den 60. Geburtstag der gefürchteten Wucherin Manuela Solara feiert und die ihr Sohn Michele nutzt, um Lila für ihre Entscheidung zu loben und allen noch einmal ihre Qualitäten vor Augen zu führen – mit dem Ergebnis, dass Elena sich einmal mehr wie die ewige Zweite fühlt. Doch bald schon kommt auch in ihr Leben Bewegung.
Pietro, der nur seine Arbeit hat und keine Freunde, steht eines Abends völlig unerwartet mit einem Gast vor der Tür, den Elena nur zu gut kennt – Nino Sarratore. Sie hat sein Leben im Laufe der Jahre aus der Ferne mitverfolgt und weiß, dass er zwar nicht der Vater von Lilas Sohn ist, aber der eines anderen Jungen (ohne sich um ihn zu kümmern), dass er jetzt mit Frau und Kind in Neapel lebt, an der dortigen Universität lehrt und sich nach wie vor mit brillanten Artikeln ins geistige Leben Italiens einmischt. Nino seinerseits gibt nun den Anstoß, dass Elena wieder zu schreiben beginnt. In den Wochen bis zu seinem Zweitbesuch bringt sie einen feministisch grundierten Text über die biblische Schöpfungsgeschichte von Mann und Frau zu Papier, der seinen Beifall findet, ergänzt durch die Klarstellung, dass er sich seinerzeit in Lila getäuscht habe; was er irrtümlich als ihre Stärke erkannt zu haben glaubte – die Intelligenz und speziell die Fähigkeit zu schreiben –, sei eigentlich immer schon ihre, Elenas, gewesen.
Bei seinem dritten Besuch in Florenz quartiert Nino sich für längere Zeit bei den Airotas ein. Sein Verhältnis zu Pietro verschlechtert sich zusehends; er provoziert und beleidigt ihn. Elenas Versuch einer Klärung kommt zu spät und im falschen Moment: Als sie mitten in der Nacht in Ninos Schlafzimmer auftaucht, deutet er dies so, wie es offenbar auch von ihr unterbewusst gewollt war. Auf ihre erste Liebesnacht folgen Wochen voller Unsicherheit, heimlicher Telefonate, überstürzten Wiedersehens und halbherziger Versuche, dem Ehepartner reinen Wein einzuschenken. Erst als Nino ihr mitteilt, er habe seiner Frau die Wahrheit gesagt, findet Elena die Kraft, es ihm gleichzutun. Seiner Einladung zu einem Kongress in Montpellier folgend, gibt sie ihre Töchter in die Obhut einer Nachbarin und fährt nach Rom, um von dort aus – erstmals in ihrem Leben, und noch dazu mit Nino – zu fliegen.

### Textausgaben
- Elena Ferrante: Storia di chi fugge e di chi resta. L'amica geniale. Volume terzo. Edizioni e/o, Rom 2012, ISBN 978-8866324119.
- Elena Ferrante: Die Geschichte der getrennten Wege. Suhrkamp, Berlin 2017, ISBN 978-3518425756. (3 Wochen lang im Jahr 2017 auf dem Platz 1 der Spiegel-Bestsellerliste)

### Sekundärliteratur
- Grace Russo Bullaro, Stephanie V. Love (Hrsg.): The Works of Elena Ferrante : Reconfiguring the Margins. Palgrave Macmillan, New York 2016, ISBN 978-1-137-59062-6.